# Ujezd
Ujezd (russisk: уезд, tr. ujezd) var en administrativ underopdeling af det middelalderlige Rus', Storfyrstendømmet Moskva og Det Russiske Kejserrige og det tidlige Russiske SFSR, der blev benyttet fra 1100-tallet, og oprindeligt beskriver en samling af bebyggelser omkring byer eller landsbyer. Ujezd blev oprindeligt ledet af repræsentanter for bojarerne og i begyndelsen af 1700-tallet af "ispravnik" (dansk: ~ distrikts politichef).
I 1708 indførte Peter den Store en administrativ reform, der opdelte Rusland i guvernementer, og afskaffede ujezd, der først blev genindført i 1727 ved Katarina 1.'s administrative reform. Ved den sovjetiske administrative reform fra 1923-1929 blev ujezder omdannet til rajoner.